# Grewia ferruginea
Grewia ferruginea (лат.) — вид двудольных растений рода Гревия (Grewia) семейства Мальвовые (Malvaceae). Впервые описан французским ботаником Ашилем Ришаром; таксономическое название обнародовано Кристианом Ф. Ф. Хокстеттером в 1847 году.

## Распространение и среда обитания
Известен из Эфиопии, Эритреи, Судана и Кении. Описан по типовому экземпляру, росшему в городе Китале (Транс-Нзойя, Кения).
Растёт в лесах по берегам рек и озёр, открытых акациево-комбретовых лесах, саваннах. Предпочитает тёмно-коричневые, сухие песчаные почвы.

## Ботаническое описание
Раскидистый кустарник или дерево высотой до 6 м (по данным отдельных источников — до 2 м).
Молодые ветви покрыты железистыми волосками.
Листья формой от яйцевидных до широко-эллиптических, размером 4—12×2—7,5 см.
Соцветие — терминальный сложный зонтик, несёт 2—6 цветков белого цвета.
Плоды голые.
Близок виду Grewia stolzii.

## Значение
Кора используется на корм скоту.
В Эфиопии широко применяется в традиционной медицине. Отваром плодов местные жители лечат заболевания почек. Варево из корней применяют против кишечных паразитов. Измельчённые листья употребляют при болях в животе, отвар из листьев используется также для лечения перхоти, в качестве мыла. Отдельные части растения употребляются при диарее, запорах и прочем. На западе Эфиопии смесь из измельчённых корней Grewia ferruginea и Ensete ventricosum применяют при лечении кашля.

## Синонимы
Синонимичные названия:
- Grewia beguinotii Lanza
- Grewia beguinotii var. parcepilosa Cufod.